# العلاقات الكولومبية المالطية
العلاقات الكولومبية المالطية هي العلاقات الثنائية التي تجمع بين كولومبيا ومالطا.

## مقارنة بين البلدين
هذه مقارنة عامة ومرجعية للدولتين:
| وجه المقارنة                                              | كولومبيا        | مالطا                                                     |
| --------------------------------------------------------- | --------------- | --------------------------------------------------------- |
| المساحة (كم2)                                             | 1.14 مليون      | 316                                                       |
| عدد السكان (نسمة)                                         | 49.07 مليون     | 465.29 ألف                                                |
| الكثافة السكانية (ن./كم²)                                 | 43.04           | 147.24 ألف                                                |
| العاصمة                                                   | بوغوتا          | فاليتا                                                    |
| اللغة الرسمية                                             | اللغة الإسبانية | اللغة المالطية، لغة إنجليزية                              |
| العملة                                                    | بيزو كولومبي    | يورو، ليرة مالطية                                         |
| الناتج المحلي الإجمالي (بليون دولار)                      | 309.19 مليار    | 12.54 مليار                                               |
| الناتج المحلي الإجمالي (تعادل القوة الشرائية) بليون دولار | 724.96 مليار    | 14.68 مليار                                               |
| الناتج المحلي الإجمالي الاسمي للفرد دولار أمريكي          | 7.60 ألف        | 22.60 ألف                                                 |
| الناتج المحلي الإجمالي للفرد دولار أمريكي                 | 13.36 ألف       |                                                           |
| مؤشر التنمية البشرية                                      | 0.720           | 0.839                                                     |
| رمز المكالمات الدولي                                      | +57             | +356                                                      |
| رمز الإنترنت                                              | .co             | .mt                                                       |
| المنطقة الزمنية                                           | 00              | توقيت وسط أوروبا، ت ع م+01:00، ت ع م+02:00، أوروبا/مالطا ‏ |

## منظمات دولية مشتركة
يشترك البلدان في عضوية مجموعة من المنظمات الدولية، منها:
| علم المنظمة | اسم المنظمة                               | تاريخ انضمام كولومبيا | تاريخ انضمام مالطا |
| ----------- | ----------------------------------------- | --------------------- | ------------------ |
|             | البنك الدولي للإنشاء والتعمير             | 24 ديسمبر 1946        | 26 سبتمبر 1983     |
|             | منظمة التجارة العالمية                    | ?                     | ?                  |
|             | المركز الدولي لتسوية المنازعات الاستشارية | 14 أغسطس 1997         | 3 ديسمبر 2003      |
|             | منظمة حظر الأسلحة الكيميائية              | ?                     | ?                  |
|             | الفريق المعني برصد الأرض                  | ?                     | ?                  |
|             | المنظمة الهيدروغرافية الدولية             | ?                     | ?                  |
|             | الأمم المتحدة                             | 5 نوفمبر 1945         | 1 ديسمبر 1964      |
|             | منظمة الشرطة الجنائية الدولية             | ?                     | ?                  |
|             | وكالة ضمان الاستثمار متعدد الأطراف        | 30 نوفمبر 1995        | 12 سبتمبر 1990     |
|             | يونسكو                                    | 31 أكتوبر 1947        | 10 فبراير 1965     |
|             | مؤسسة التمويل الدولية                     | 20 يوليو 1956         | 1 يونيو 2005       |
|             | الاتحاد البريدي العالمي                   | ?                     | ?                  |
|             | الاتحاد الدولي للاتصالات                  | 25 أغسطس 1914         | 1965               |

## وصلات خارجية
- موقع وزارة الخارجية المالطية